# Ремал (циклон)
Циклон «Ремал» (англ. Cyclone Remal) — помірно інтенсивний і смертоносний тропічний циклон, який вплинув на Західну Бенгалію та Бангладеш у травні 2024 року. Це була перша депресія та перший циклон в сезоні циклонів на півночі індійського океану у 2024 році.
Циклон вбив щонайменше 87 людей у Бангладеш та Індії. Близько 27 мільйонів людей у Бангладеш залишились без електроенергії.

## Метеорологічна історія

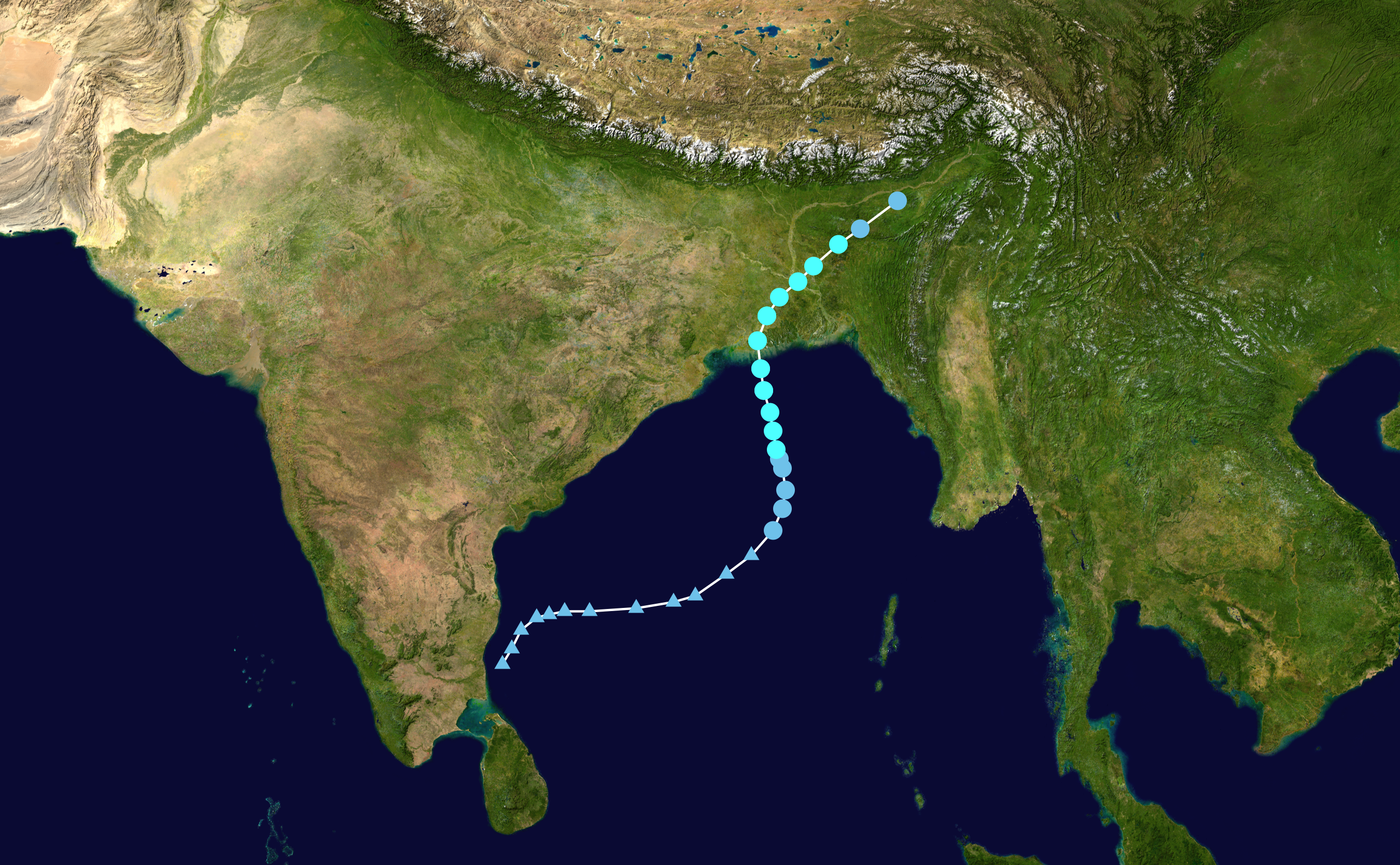
Карта шляху і інтенсивності Циклону Ремал

21 травня Індійський метеорологічний департамент (IMD) почав моніторинг циклонічної циркуляції в Бенгальській затоці. Пізніше того ж дня Об'єднаний центр попередження про тайфуни (JTWC) почав стежити за системою, зазначивши, що вона, ймовірно, перетвориться на мусонну депресію. Наступного дня IMD зазначив, що поряд із циклональною циркуляцією утворилася область низького тиску. Увечері 23 травня IMD оновив систему до чітко помітного мінімуму, заявивши, що вона швидко об'єднується. Наступного дня IMD заявило, що западина утворилася в Бенгальській затоці, позначивши її як BOB 01. Згодом JTWC опублікував попередження про формування тропічного циклону (TCFA), зазначивши широкий циркуляційний центр депресії та покращення смуг дощу. Наступного дня BOB 01 перейшов у глибоку депресію. JTWC позначив систему як циклон 01B.

Процес виходу на сушу Ремал над дельтою Сундарбан.

Незабаром після цього депресія посилилася в циклонічний шторм, що змусило IMD назвати його Ремал. 26 травня циклон посилився до сильного циклонічного шторму з 3-хвилинним вітром зі швидкістю 95 км/год (60 миль/год). Ремал посилився через сприятливу високу температуру поверхні моря над північною частиною Бенгальської затоки та слабкий зсув вітру. Тропічний циклон ще більше посилився, швидкість вітру досягла 110 км/год. Він здійснив вихід на берег над Бангладеш і прилеглою Західною Бенгалією в ніч на 26 травня.

## Підготовка

### Бангладеш
Вранці 26 травня метеорологічний департамент Бангладеш подав сигнал лиха у дев'яти прибережних районах. Метеорологічний департамент опублікував попередження про те, що 16 прибережних районів можуть бути затоплені вітровими припливами на 8-12 футів вище норми.
У прибережних районах Бангладеш було підготовлено близько 8000-9000 притулків для евакуації людей у безпечне місце. Крім того, армія, пожежна служба, волонтери та інші державні установи були готові до рятувальних операцій після шторму. Операції в порту Читтагонг були призупинені.

### Індія
25 травня Метеорологічний департамент Індії видав надзвичайне попередження для штатів Нагаленд, Маніпур, Мізорам і Трипура через очікувані наслідки циклону.

## Вплив

### Бангладеш
Через Ремал в Бангладеш загинули 19 людей. Дощ і шквальний вітер були присутні в прибережних районах, починаючи з ранку 26 травня. За даними Міністерства боротьби зі стихійними лихами Бангладеш, близько 800 000 людей у прибережних районах були змушені покинути свої домівки та шукати притулку. Швидкість вітру під час основного удару становила від 90 до 120 кілометрів на годину. У цей час високий приплив від 5 до 7 футів зламав набережну і затопив величезну ділянку узбережжя, що призвело до пошкодження будинків, посівів і худоби. Двоє дітей зникли безвісти, а 13 людей отримали поранення після того, як траулер затонув у Кхулні. Понад 2,7 мільйона людей залишилися без електрики, а понад 27 тисяч опор мобільного зв'язку вийшли з ладу. Рух транспорту було порушено в кількох районах після викорчування дерев на дорозі. Повінь також сталася в Дакці, де три людини були смертельно вражені електричним струмом через падіння електричних проводів. Того дня в Дакці випало 306 мм опадів, багато дерев було повалено, а гілки поламані. Це найсильніший циклон, який вплинув на Дакку після циклону «Сідр». Цей циклон спричинив заболочування в багатьох інших містах, таких як Читтатонг і Барісал.
За даними Міністерства ліквідації наслідків стихійних лих і допомоги Бангладеш, циклон Ремал постраждав близько 3,7 мільйона людей у 107 населених пунктах 19 прибережних районів. Близько 35 тисяч будинків у Бангладеш були повністю зруйновані і 115 тисяч будинків були частково пошкоджені внаслідок впливу циклону.

### Індія
У Західній Бенгалії циклон Ремал забрав життя 7 людей і поранив понад 100. Циклон повалив 356 електричних опор, зруйнував 2500 будинків і пошкодив 27 000 інших у штаті. Було наказано про евакуацію понад 50 000 людей у регіоні Сундарбан. Припливний сплеск циклону досяг понад 10 футів води і тривав понад 36 годин у районах мангрових заростей, знищив або пошкодив сотні дерев і спричинив проникнення солоної води в принаймні 80 прісноводних ставків, які використовуються дикою природою та місцевими жителями для пиття води. Багато диких тварин, включаючи оленів і кабанів, були вбиті через виняткову висоту приливної хвилі. У Калькутті скасовано 394 рейси. Понад 400 дерев було повалено в Калькутті та поблизу неї. У Калькутті за 24 години випало понад 260 мм дощу разом із поривами вітру зі швидкістю 90 км/год (56 миль/год). Сильна злива також призвела до затоплення в різних частинах Калькутти та порушила роботу метро Калькутти через затоплення станцій метро Park Steet і Esplanade.
Циклон також спричинив 13 смертей у Телангані, у тому числі сім у Нагаркурнулі та чотири в Гайдарабаді. Більшість смертей у штаті пов'язані з падінням дерев або обвалом будівель.
Коли залишки циклону Ремал рухалися до північно-східної Індії, сильні опади викликали зсуви, особливо в штаті Мізорам де загинуло 30 людей, у тому числі 17 через обвалення кам'яного кар'єру в Аїджал, а ще шість зникли безвісти. Зсуви також заблокували національне шосе 6. Четверо загиблих і 18 поранених також сталися в Ассамі, де 16 районів постраждали від повені. У Декіаджулі дерево впало на шкільний автобус і поранило 12 дітей. У Мегхалаї одна людина загинула, ще семеро отримали поранення внаслідок зсуву. Сильні опади призвели до значного затоплення Ґувахаті та Сілчара, причому понад 50 % Сілчара та прилеглих територій були затоплені.